# جیووانی اسکاپاتیچی
جیووانی اسکاپاتیچی (انگلیسی: Giovanni Scappaticci؛ زادهٔ ۱۰ سپتامبر ۱۹۸۷) بازیکن فوتبال اهل ایتالیا است.
از باشگاه‌هایی که در آن بازی کرده‌است می‌توان به باشگاه فوتبال دلفینو پسکارا اشاره کرد.